# Gérard Martinelli
Gérard Martinelli (Tarascon, 23 febbraio 1948) è un ex calciatore francese, di ruolo portiere.

## Carriera
La sua carriera professionistica si svolse nel Nîmes, in cui approdò nel 1968 dopo un anno al Bataillon Joinville. Inizialmente secondo di Louis Landi e, in seguito, di Henri Orlandini, in undici stagioni scese in campo in 111 incontri di massima divisione, ricoprendo il ruolo di titolare nelle stagioni 1971-1972 e 1978-1979. Al termine di quest'ultima stagione venne ingaggiato dal Pau, dove concluse la propria carriera agonistica.